# UEFA Conference League finalen 2027
UEFA Conference League finalen 2027 er en fodboldkamp der bliver spillet 2. juni 2027. Kampen bliver spillet på Beşiktaş Stadium, i Istanbul, Tyrkiet, og skal finde vinderen af UEFA Conference League 2026-27. Den er kulminationen på den 6. sæson i Europas tredjestørste klubturnering for hold arrangeret af UEFA, og den 3. finale siden turneringen skiftede navn fra UEFA Europa Conference League til UEFA Conference League.